# Danuta Siluk
Danuta Janina Siluk – polska farmaceutka, dr hab. nauk farmaceutycznych, adiunkt Katedry Biofarmacji i Farmakodynamiki Wydziału Farmaceutycznego Gdańskiego Uniwersytetu Medycznego.

## Życiorys
26 kwietnia 2002 obroniła pracę doktorską Wpływ doustnych środków hipoglikemizujących na agregację płytek krwi, 15 grudnia 2011  habilitowała się na podstawie pracy zatytułowanej Opracowanie metod bioanalitycznych wykorzystujących chromatografię cieczową sprzężoną ze spektrometrią mas do badań farmakokinetyki leków chiralnych. Została zatrudniona na stanowisku adiunkta w Katedrze Biofarmacji i Farmakodynamiki na Wydziale Farmaceutycznym Gdańskiego Uniwersytetu Medycznego.
Jest członkiem Rady Dyscyplin Naukowej - Nauk Farmaceutycznych Gdańskiego Uniwersytetu Medycznego, oraz Zespołu Analizy Farmaceutycznej, Biomedycznej i Produktów Naturalnych, Komitetu Chemii Analitycznej PAN. 

## Odznaczenia
- Brązowy Krzyż Zasługi (2021)[3]